# Княз Александър I (улица в София)
„Княз Александър I“ е централна улица в София.
Разположена е между ул. „Граф Игнатиев“ и ул. „Московска“. Пресича се с ул. „Гурко“.

## Обекти
Някои обекти разположени по улицата или в района й:
- Телефонна палата
- Национална художествена галерия
- Градска градина
- Министерство на икономиката и енергетиката
- СО – Район Средец
- Испански културен център
- Археологически иститут – БАН
- БНБ
- Археологически музей
- площад Княз Александър I
- Национална художествена галерия
- Етнографски институт с музей
- Народно събрание (Ларгото)
- Посолство на Великобритания